# Karl Gottlob Zumpt

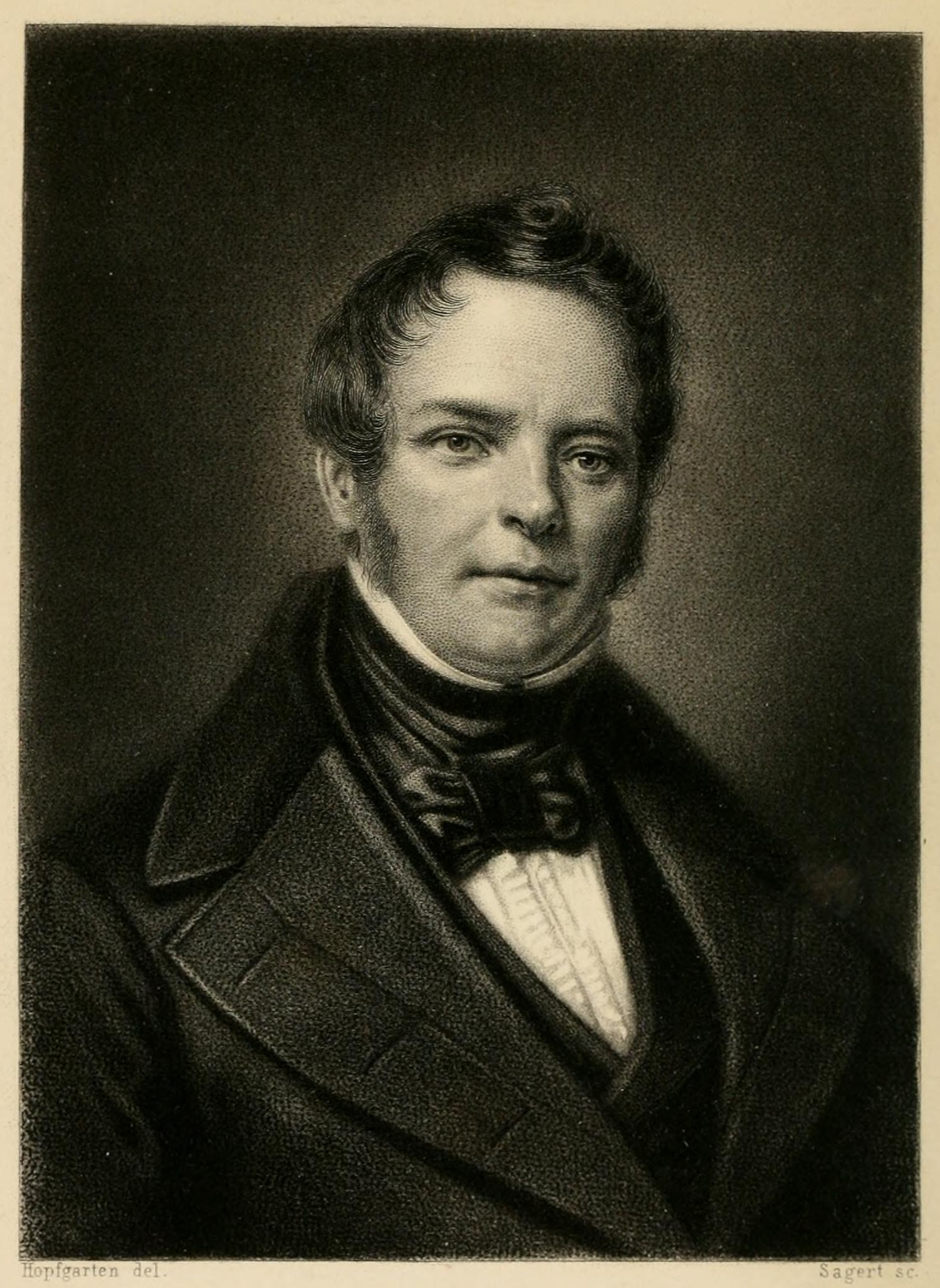
Karl Gottlob Zumpt

Karl Gottlob Zumpt (* 20. März 1792 in Berlin; † 26. Juni 1849 in Karlsbad) war ein deutscher klassischer Philologe.
Nach seinem Studium in Heidelberg und Berlin wurde Zumpt zum Dr. phil. promoviert und unterrichtete bis 1821 am Friedrichwerderschen Gymnasium in Berlin. 1825 wurde er Professor am
Joachimsthalschen Gymnasium und 1826 gleichzeitig Lehrer der Geschichte an der Berliner Militärakademie. Einen Ruf an die Universität Kiel (1826) lehnte er ab. 1827 folgte der einem Ruf an die Berliner Universität, wo er seit 1827 außerordentlicher und seit 1836 ordentlicher Professor der klassischen Philologie war. Seit 1835 war Zumpt auch ordentliches Mitglied der Preußischen Akademie der Wissenschaften.
Er schrieb u. a. die „Lateinische Grammatik“ (1818), welche mehrfach aufgelegt wurde.
Zumpts Lateinische Grammatik, die 1818 erstmals erschien, enthält viele Merkverse, die den Schülern das Erlernen der schwierigen grammatischen Regeln erleichtern sollten. Die unregelmäßigen Maskulina der lateinischen dritten Deklination fasst er beispielsweise in folgende Verse:

„Merk’s: Neununddreißig auf ein is

Sind masculini generis:

Axis, amnis, callis, anguis,

Cassis, cossis atque sanguis,

Cenchris, caulis et canalis,

Lapis, fustis et sodalis,

Ignis, cinis, funis, glis,

Orbis, panis, cucumis, […]“

Eine Nachwirkung dieser klangvollen Poesien findet sich in den chemischen Lehrgedichten Emil Jacobsens, der im Vorwort zu seiner gereimten Schrift Der Reaktionär in der Westentasche (7. Auflage, Breslau, 1862) Karl Gottlob Zumpt als Anreger nennt. In Jacobsens Schrift Die Wunder der Uroscopie, oder Zumptuarium uropoëticum (Breslau, 1861) wird Zumpt sogar im Titel genannt. Der Greifswalder Kantor August Wagner hat die Merkverse („Die lateinischen Genusregeln der Zumptschen Grammatik“) als musikalischen Scherz vertont.